# Utaracanda

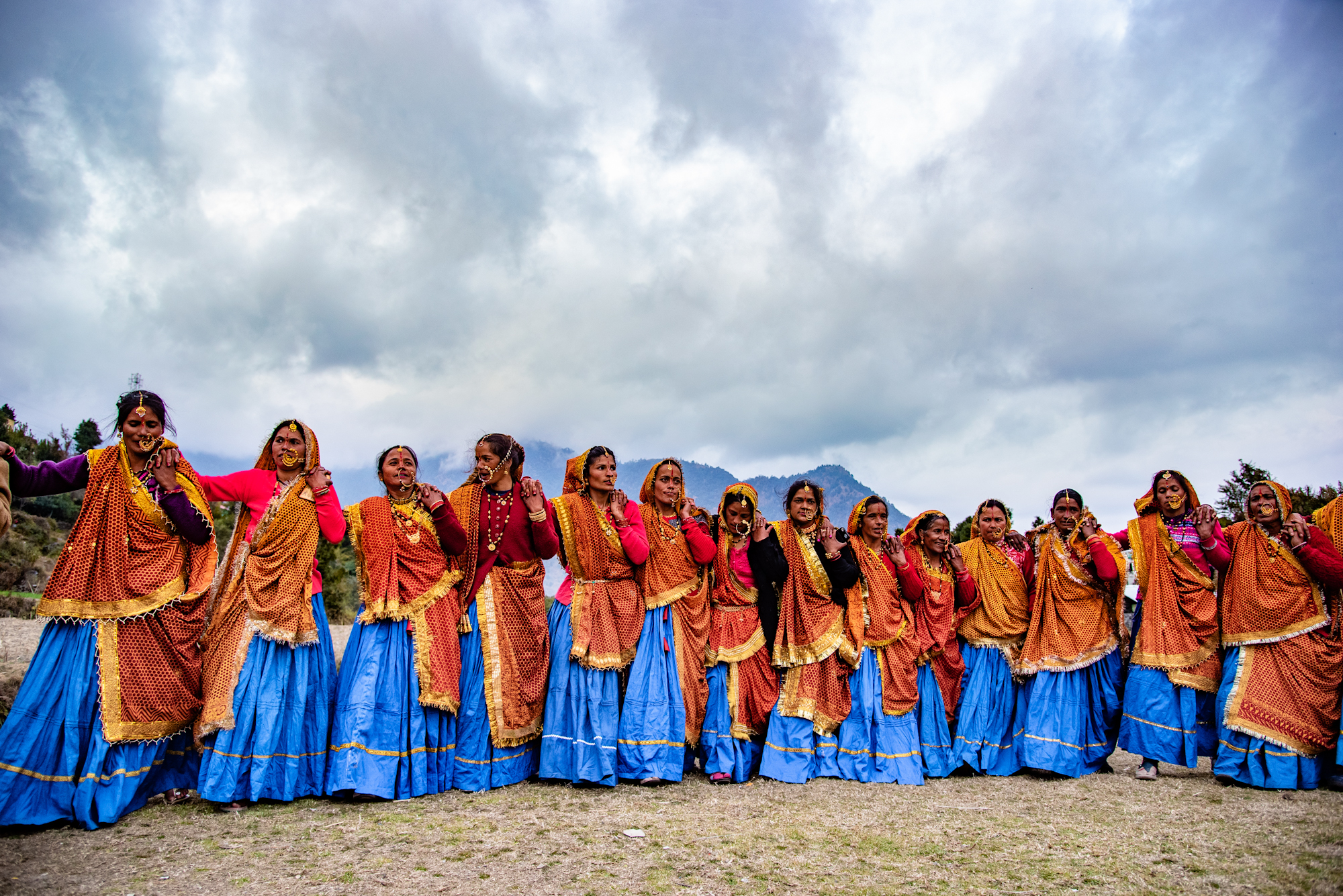
Dança Chanchari/Joda da região de Kumaon em Utaracanda

Utaracanda (em hindi: Uttarakhand), entre 2000 e 2006 também chamada Utaranchal (em hindi: Uttaranchal), é um dos estados da Índia. Faz fronteira com a China a nordeste e o Nepal a sudeste, e limita com os Estados do Utar Pradexe (do qual se separou em 9 de novembro de 2000) a sudoeste e do Himachal Pradexe a noroeste.
A capital e maior cidade é Deradum; as línguas oficiais são o hindi, o garhwali e o kumaoni. Designou-se Utaranchal até 31 de Dezembro de 2006.

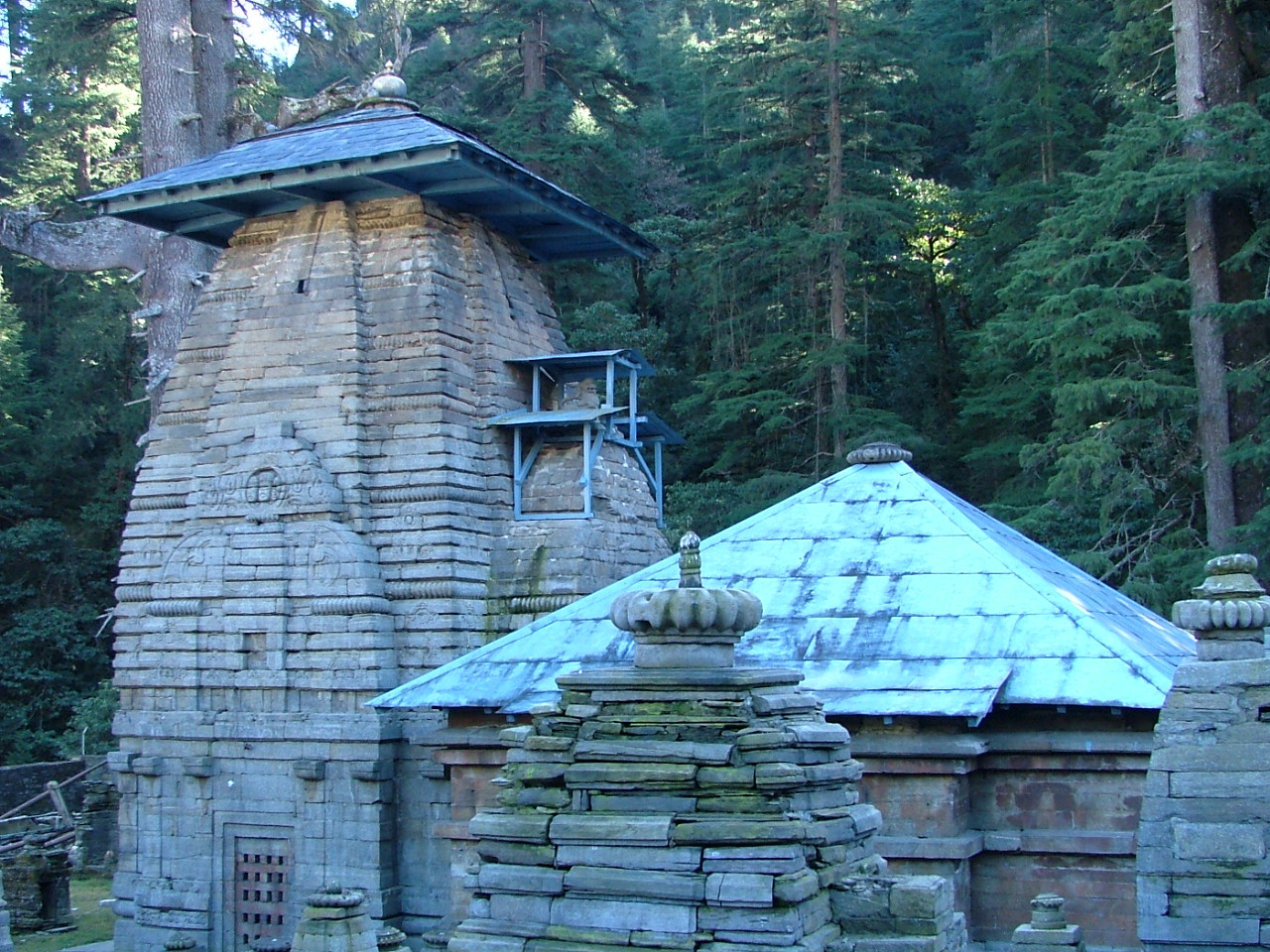
Templo do complexo de Jageshwar